# Can Poch (Viladamat)
Can Poch és un edifici al nucli urbà de la població de Viladamat, a la banda sud-oest del nucli antic del poble, formant cantonada entre el carrer de la Creu i el de la plaça Moderna. del municipi de Viladamat (Alt Empordà) inclosa en Al nucli històric de Viladamat, els carrers que envolten el recinte medieval, a partir del segle xvi s'hi van edificar o reconstruir notables casals que s'han conservat fins ara amb poques reformes o modificacions. Tot i que algunes d'elles són al carrer principal del nucli històric, el carrer Major, tradicionalment se les ha conegut amb el nom dels masos: mas Trobat o can Carreres, mas Escot, can Ponç o can Briolf, can Masarac o mas Falgós, etc. Segurament aquesta denominació reflecteixi la configuració antiga del poble i la singularitat d'aquests casals al costat de les cases més modestes de l'entorn. També és el cas de can Poch, bastit entre els segles xvi i xvii.
Can Poch, edifici catalogat a l'Inventari del Patrimoni Arquitectònic de Catalunya, fa cantonada i té planta rectangular, format per dos cossos adossats amb les cobertes d'una i dues vessants, distribuïts en planta baixa i pis. La part destacable de l'edifici és la façana principal. Presenta un gran portal d'accés d'arc de mig punt adovellat amb els brancals bastits amb carreus de pedra. Damunt seu hi ha una finestra rectangular força senzilla, emmarcada amb carreus de pedra també, tot i que reformada. La particularitat d'aquesta part de la façana és el parament de carreus de pedra ben desbastats, disposats formant filades regulars. Del pis, destaca una altra finestra rectangular emmarcada amb carreus i amb la llinda plana. Al costat del portal hi ha una petita obertura bastida amb quatre carreus. La façana de llevant presenta una finestra rectangular al pis, amb la llinda d'arc conopial i l'ampit motllurat. Al marge del parament de carreus anterior, la resta de les façanes estan arrebossades, amb carreus de pedra a les cantonades.